# Heinrich Grote zu Schauen
Heinrich Reichsfreiherr Grote zu Schauen (geboren 23. September 1675 in Hannover; gestorben 6. Januar 1753 ebenda) war Erbherr unter anderem auf den Gütern in Jühnde, Wedesbüttel und Martinsbüttel sowie Wirklicher Geheimer Rat, hannoverischer Beamter und Politiker sowie Kammerpräsident.

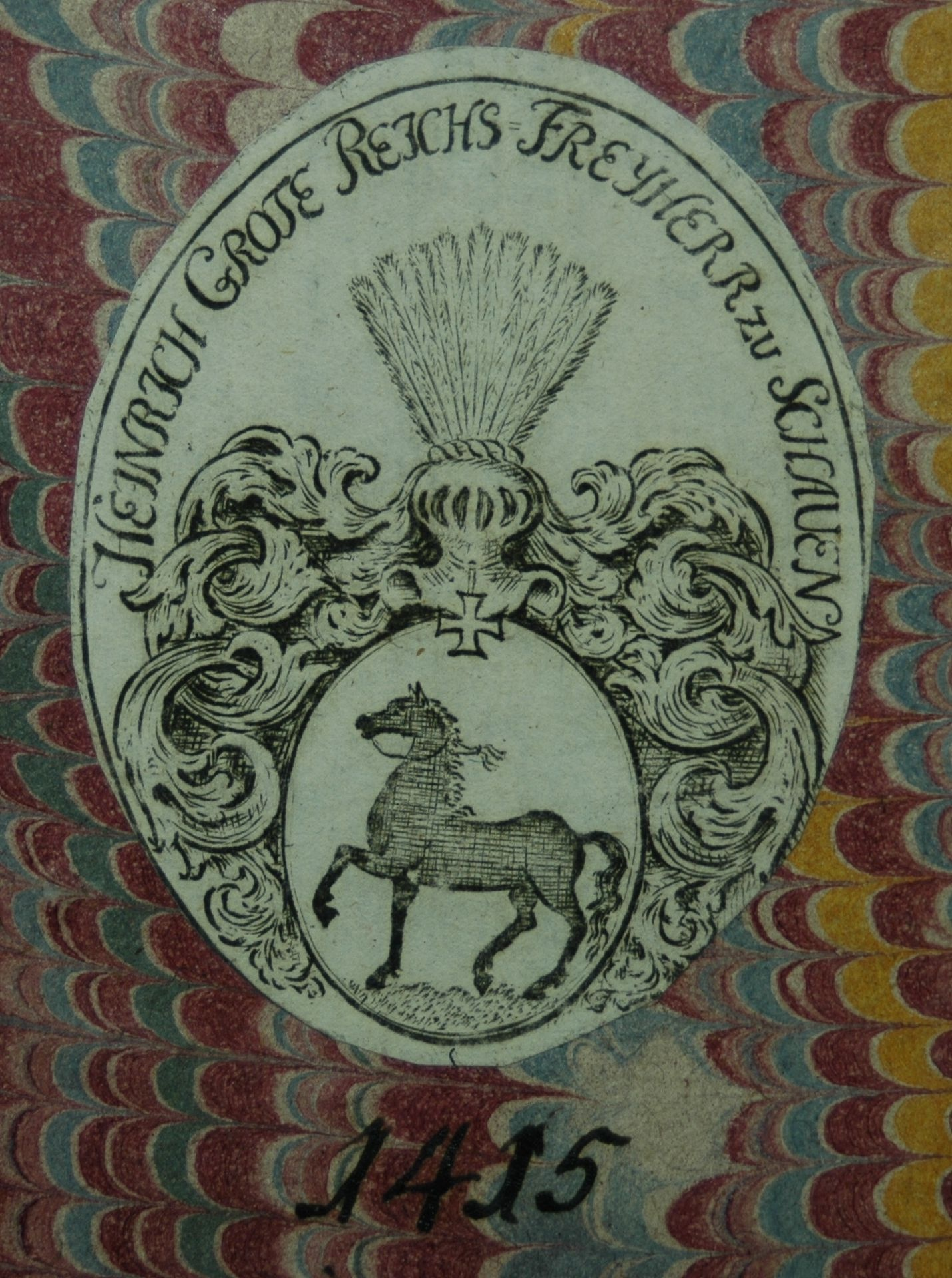
Wappen auf einem Exlibris von Heinrich Grote zu Schauen;
Provenienz-Merkmal eines (ungenannten) Buches in der Sächsische Landesbibliothek – Staats- und Universitätsbibliothek Dresden

## Leben
Heinrich war ein Spross des aus dem zur Zeit des Herzogtum Braunschweig-Lüneburg 1689 in den Reichsadelstand Adelsgeschlecht erhobenen niedersächsischen Geschlechtes von Grote, ein Sohn des Premierministers und Kammerpräsidenten Otto XIII. und dessen im Mai 1667 in Hamburg vermählten Anna Dorothea von Ahlefeldt (geboren am 10. August 1649 in Kiel; gestorben 1697). Zu Heinrichs Geschwistern zählten sein Bruder Thomas von Grote zu Schauen (1674–1713) war Wirklicher Geheimer Rat und Gesandter in London; sein Bruder Johann Friedrich von Grote zu Schauen (1679–1731) wirkte als Großvogt.
Am 14. Februar 1726 heiratete er Elisabeth Juliane v. Post (geboren am 30. September 1697; gestorben am 1. August 1772), Tochter des fürstlich wolfenbüttelschen Geheimen Kammerrats Christian Ludwig von Post und der Dorothea Elisabeth v. Reden. Die Ehe blieb kinderlos.
Zur Zeit des Kurfürstentums Braunschweig-Lüneburgs und während der Personalunion zwischen Großbritannien und Hannover erwarb Grote zu Schauen im Jahr 1735 von den Nachfahren von Mehmet von Königstreu das Haus Schmiedestraße 30 in Hannover; erst nach dem Beginn der Industrialisierung im Königreich Hannover verkauften seine Erben 1857 die Immobilie an die Firma K. & F. Hauers.

## Archivalien
Archivalien von und über Heinrich Grote zu Schauen finden sich beispielsweise
- in der Nachlassdatenbank des deutschen Bundesarchivs, Nachlass mit Findbuch für die Laufzeit 1722 bis 1745 mit der Inhaltsangabe Abtragung der Kammerschulden, Etats der königlichen Kammer, Kammernachrichten, Militär- und Kriegsangelegenheiten 1740–1745, Familiennachrichten[4]
- im Niedersächsischen Landesarchiv (Abteilung Hannover): ein „bedenklich derbes plattdeutsches Gedicht“ anlässlich der Hochzeit des Ehepaares Grote durch Joust Gerkens: Platdütsche Schnaken, Van Post-Saken Asse dei Her Frie-Her Henrik van Groten, Königl. Geheime-Kamer-Raht Mit Frl. Lischen Julianen van Post, Up Hienen Frieherl. Huse Schauen Den 14ten Feiberaries. 1726. Eine Post-Kumpenie makede, Uppesettet van Jaust Gerkens, Hannauver, Gedrükt bie Ludolph Hennen, 1726; erhalten in der Gottfried Wilhelm Leibniz Bibliothek – Niedersächsische Landesbibliothek[5]